# Alkaiosz (Androgeósz fia)
Alkaiosz (görög betűkkel Ἀλκαῖος, latinosan Alcaeus) mínoszi királyfi, Androgeósz fia, Minósz és Pasziphaé unokája.
Nagyapjának, Minósznak testvére, Rhadamanthüsz Parosz szigetének ura volt. Rhadamanthüsz Thébaiba költözött Amphitrüón nevelt fiát, Héraklészt tanítani, majd Amphitrüón halála után feleségül vette Héraklész anyját, Alkménét, ezért Alkaiosznak adta Paroszt, ahol testvérével, Szthenelosszal együtt uralkodtak.
Mikor Héraklész a kilencedik feladatának teljesítése előtt kikötött Paroszon, a hajójának legénységéből vízért indulókat a szigeten Minósz és Paria fiai meggyilkolták, mire Héraklész megostromolta Paroszt. Eurümedónt, Khrüszészt, Nephaliónt és Philolaoszt megölték, de csak akkor vetett véget a háborúnak, amikor Alkaioszt és Sztheneloszt fogolyként átadták neki. A két testvér ezután elkísérte Héraklészt Hippolütéhoz. A hazaúton a paroszihoz hasonló kalandba keveredtek Thaszoszon, ahol legyőzték a trákokat. Héraklész Thaszosz uralkodóivá tette a két krétai fivért.